# A Tangled Web
A Tangled Web es la quinta novela de la serie The Last of the Jedi, basada en el universo de Star Wars, escrita por Jude Watson. Fue publicada por Scholastic Press en inglés en agosto de 2006. En español su publicación no está prevista y el título se traduciría como "Una red enmarañada".

## Argumento
Ferus Olin ha recibido una invitación del Emperador Palpatine para negociar una posible amnistía, al llegar a Coruscant y tras reunirse con el Emperador, Sly Moore y el Moff Tarkin descubre que tiene en custodia a Roan y Dona, antiguos compañeros suyos en “The Eleven”, la rebelión de Bellassa; Si Ferus accede a cumplir una misión para el Emperador, los soltará. La misión consiste en ir a la ciudad de Sath, en el tecnológico planeta Samaria, en el Núcleo, dónde un cracker ha inutilizado los sistemas de ordenadores mediante un virus informático.
Antes de dirigirse al planeta, Ferus avisa a sus compañeros Trever y Clive en qué consiste su misión: Ferus debe averiguar quién fue el responsable del apagón informático que tiene sumido al planeta en el caos y procurar que todo vuelva al orden. Al llegar a la nave imperial, Solace camuflada como piloto le dice que ellos rescatarían a Roan y Dona, lo cual hizo que Ferus partiera más aliviado hacia Samaria, en este viaje le acompañaría Clive. Pero, Keets y Curran se quedaron en Coruscant con Dexter por si se necesitaba alguien allí. 
En la capital de Samaria, Sath, Ferus se reúne tanto con el Primer ministro Aaren Larker, como el aspirante a gobernador imperial Bog Divinan. Pese a su experiencia, Ferus no era capaz de descubrir de donde vino el virus, sin ninguna pista decidió buscar los archivos borrados y averiguó que el pseudónimo usado por el cracker era Quintus Farel, un piloto muerto hace años. 
Mientras tanto, Solace, Trever y Oryon rescatan tanto a Dona como a Roan para que Ferus no tenga que trabajar para el Imperio.
Siguiendo el rastro del pseudónimo, Ferus y Clive consiguieron una dirección y terminaron dando con Astri Oddo, la antigua esposa de Bog Divinian que había sido contratada por el Primer ministro para borrar datos que contenían los ordenadores sobre quien había trabajado para la república en las Guerras Clon, además, había aceptado realizar el sabotaje para borrar de los ordenadores todo rastro de ella y de su hijo Lune. Ferus descubrió que Lune, tenía habilidades en la Fuerza. Cuando estaban decidiendo qué hacer, Ferus siente la llegada de Darth Vader e intentan escapar por el tejado. En la azotea se encontraron con Solace que los recoge en su nave.
Ferus ayuda a escapar a sus amigos hasta el asteroide-base de su grupo sin que Darth Vader pueda hacer nada para impedirlo. A pesar de saber que Ferus es el responsable, no puede atacarlo, pues cuenta con la bendición del Emperador que considera que Ferus ha realizado un buen trabajo descubriendo al saboteador aunque este haya escapado. Ferus decide seguir trabajando como agente doble.